# 肯尼·安德森
肯尼思·“肯尼”·安德森（英語：Kenneth "Kenny" Anderson，1970年10月9日—），美国NBA联盟前职业篮球运动员。他在1991年的NBA选秀中第1轮第2顺位被新泽西篮网选中。